# Encyclopedia of the Bible and Its Reception
Die Encyclopedia of the Bible and Its Reception (EBR) ist ein seit 2009 erscheinendes bibelwissenschaftliches Nachschlagewerk, das besonderes Augenmerk auf die Rezeption der Bibel in Judentum und Christentum legt. Die Herausgeber sehen die EBR als eine Weiterführung der „late 19th-century Stoffgeschichte (the study of themes) and its expansion into 20th-century Wirkungsgeschichte (the study of effects)“.

## Bedeutung
Die Encyclopedia of the Bible and Its Reception erscheint im Verlag Walter de Gruyter. Ihr Alleinstellungsmerkmal ist die programmatische, schon im Titel benannte ausführliche Behandlung der Rezeptionsgeschichte. Damit füllt die EBR eine Lücke zwischen rein bibelwissenschaftlichen Nachschlagewerken wie dem Anchor Bible Dictionary und dem Theologischen Wörterbuch zum Alten Testament auf der einen Seite und theologischen Nachschlagewerken wie dem Lexikon für Theologie und Kirche oder der Theologischen Realenzyklopädie auf der anderen Seite. Rudolf Smend nannte die Liste der Herausgeber und Redaktoren in seiner Rezension zu den ersten beiden Bänden, „völlig international, interdisziplinär, interkonfessionell und richtungsübergreifend. Sie zeigt auch eindrucksvoll, wie wenig noch von einer europäischen, deutschen und christlichen Dominanz auf diesen Feldern die Rede sein kann und wie problemlos das Englische auch hier die allgemeine Wissenschaftssprache geworden ist“.

## Herausgeber
Es gibt für fünf Themenbereiche jeweils eigene Hauptherausgeber, die auf einigen Positionen in den ersten zehn Jahren bereits gewechselt haben. Derzeit gibt es für die Hebräische Bibel  zwei Hauptherausgeber, für die anderen Themenbereiche je einen.
- Hebräische Bibel: Choon-Leong Seow (bis Bd. 12), Thomas Chr. Römer (ab Bd. 13)
Hermann Spieckermann (bis Bd. 7), Steven L. McKenzie (ab Bd. 8)
- Neues Testament: Hans-Josef Klauck (bis Bd. 6); Dale C. Allison (Bd. 7 bis Bd. 14); Jens Schröter (ab Bd. 15)
- Judentum: Barry Dov Walfish; Paul Mendes-Flohr (bis Bd. 3)
- Christentum: Bernard McGinn (bis Bd. 3), Volker Leppin (Bd. 4–12), Christine Helmer (ab Bd. 13)
- Rezeptionsgeschichte: Eric Ziolkowski

Neben den Hauptherausgebern gibt es etwa 30 Fachherausgeber (Area Editors) und inzwischen weit über 1000 Autoren.

## Erscheinungsweise
Die Encyclopedia of the Bible and Its Reception erscheint im Verlag Walter de Gruyter parallel im Druck und online. Die online-Ausgabe enthält die Artikel in html-Fließtext sowie die Möglichkeit zum Download der einzelnen Artikel im Drucklayout. In der Druckausgabe sind jeweils 16 Bildtafeln mit Abbildungen und Karten eingebunden, die in der Online-Ausgabe fehlen.

## Übersicht über die Bände
- Bd. 1 (2009): Bd. 1: Aaron – Aniconism. XXXIV S. u. 1224 Sp., 16 Tafeln. ISBN 978-3-11-018355-9
- Bd. 2 (2009): Anim – Atheism. XXVI S., 1208 Sp., 16 Tafeln. ISBN 978-3-11-018370-2
- Bd. 3 (2011): Athena – Birkat ha-Minim. XXVIII S., 1224 Sp., 16 Tafeln. ISBN 978-3-11-018371-9
- Bd. 4 (2012): Birsha – Chariot of Fire. XXVIII S., 1198 Sp., Tafeln. ISBN 978-3-11-018372-6
- Bd. 5 (2012): Charisma – Czaczkes. XXVII S., 1230 Sp., 16 Tafeln. ISBN 978-3-11-018373-3
- Bd. 6 (2013): Dabbesheth – Dreams and Dream interpretation. XXVII S., 1230 Sp., 16 Tafeln. ISBN 978-3-11-018374-0
- Bd. 7 (2013): Dress – Essene Gate. XXVII S., 1214 Sp., 16 Tafeln. ISBN 978-3-11-018375-7
- Bd. 8 (2014): Essenes – Fideism. XXVI S., 1200 Sp., 16 Tafeln. ISBN 978-3-11-018376-4
- Bd. 9 (2014): Field – Gennezareth. XXVIII S., 1212 Sp., 16 Tafeln. ISBN 978-3-11-018377-1
- Bd. 10 (2015): Genocide – Hakkoz. XXVIII S., 1216 Sp., 16 Tafeln. ISBN 978-3-11-018378-8
- Bd. 11 (2015): Halah – Hizquni. XXIX S., 1202 Sp., 16 Tafeln. ISBN 978-3-11-031328-4
- Bd. 12 (2016): Ho Tsun-sheen – Insuit. 16 S., 1222 Sp., 16 Tafeln. ISBN 978-3-11-031329-1
- Bd. 13 (2016): Integrity – Jesuit Order. xxviii S., 1158 Sp., 16 Tafeln. ISBN 978-3-11-031330-7
- Bd. 14 (2017): Jesus – Kairos. xxvii S., 1236 Sp., 16 Tafeln. ISBN  978-3-11-031331-4
- Bd. 15 (2017): Kalam – Lectio Divina. xxix S., 1220 Sp., 16 Tafeln. ISBN 978-3-11-031332-1
- Bd. 16 (2018): Lectionary – Lots. xxvii S., 1258 Sp., 16 Tafeln. ISBN 978-3-11-031333-8
- Bd. 17 (2019): Lotus – Masrekah. xxviii Seiten, 1282 Sp., 16 Tafeln. ISBN 978-3-11-031334-5
- Bd. 18 (2020): Mass – Midnight. xxviii Seiten, 1260 Sp., ISBN 978-3-11-031335-2
- Bd. 19 (2021): Midrash and Aggadah – Mourning. ISBN 978-3-11-031336-9
- Bd. 20 (2022): Mouse, Mice – Nefesh. ISBN 978-3-11-031337-6

## Rezensionen
- Rudolf Smend: Rezension der Bände 1–2. In: Theologische Literaturzeitung (ThLZ) 136 (2011), Sp. 269–271.
- Bernd Janowski: Rezension der Bände 3–5. In: ThLZ 139 (2014), Sp. 439–442.
- Bernd Janowski: Rezension der Bände 6–8. In: ThLZ 140 (2015), Sp. 1206–1209.
- Bernd Janowski: Rezension der Bände 9–11. In: ThLZ 141 [2016], Sp. 1061–1064.
- Markus Witte: Rezension der Bände 12–14. In: ThLZ 143 (2018), Sp. 879–881.